# Подземная железная дорога (сериал)
«Подземная железная дорога» (англ. The Underground Railroad) — американский драматический телесериал по одноимённому роману Колсона Уайтхеда, который вышел на экраны 21 мая 2021 года. Главные роли в нём сыграли Тусо Мбеду, Джоэл Эдгертон, Эмбер Грей.

## Сюжет
Литературной основой сюжета сериала стал роман Колсона Уайтхеда. Действие происходит в США накануне Гражданской войны. Главная героиня Кора — негритянка, которая совершает побег с хлопковой плантации в одном из южных штатов. Она бежит на север через «Подземную железную дорогу», которая здесь полностью соответствует названию: это рельсы, проложенные под землёй. Кору преследует безжалостный охотник за беглыми рабами Риджуэй.

## В ролях
- Тусо Мбеду — Кора Рэндалл;
- Чейс Диллон — Гомер, ассистент Риджуэя;
- Джоэл Эдгертон — Арнольд Риджуэй;
  - Фред Хехингер — юный Арнольд Риджуэй;
- Питер Маллан — отец Арнольда Риджуэя;
- Аарон Пьер — Цезарь;
- Дэймон Херриман — Мартин Уэллс;
- Лили Рэйб — Этель Уэллс;
- Бенджамин Уокер — Терренс Рэндолл

## Производство
Работа над сериалом началась в 2018 году. Проектом занимались компании Pastel Productions и Plan B Entertainment (последняя принадлежит Брэду Питту). Режиссёром всех 11 серий сериала стал Барри Дженкинс. Премьера состоялась 21 мая 2021 года.

## Восприятие
Критики причисляют «Подземную железную дорогу» к лучшим сериалам года. На сайте-агрегаторе Rotten Tomatoes сериал имеет рейтинг 94 % на основании 97 критических отзывов. Это расходится с оценками аудитории, которая одобрила проект только на уровне 76 %. The New York Times охарактеризовала сериал как «эпическое зрелище». В то же время прозвучало мнение об излишней политизированности шоу, охарактеризованного как «фэнтезийная версия рабства для поколения safe space».
Обозреватель «Комсомольской правды» высоко оценил операторскую работу и игру актёров. Рецензент Film.ru охарактеризовал сериал как «режиссёрскую победу», хотя при этом отметил, что образ главной героини кажется слишком упрощённым. Для него «Подземная железная дорога» — «не только безупречно снятая и очень лиричная, но еще и смелая в плане размышлений о будущем Америки и вдохновляющая история о том, что темнокожее население США выжило, потому что смогло объединиться».